# Courtland, Virginia
Courtland är administrativ huvudort i Southampton County i Virginia. Vid 2010 års folkräkning hade Courtland 1 284 invånare. Domstolsbyggnaden i byggdes 1834–1835.
Orten kallades först Town at the Courthouse. Namnet ändrades till Jerusalem 1791 och till Courtland 1888 när järnvägen nådde orten.